# Seyhan Arman
Derya Seyhan Arman (26 de febrero de 1980 en Adana) es una activista turca de derechos de transgénero, actriz y drag queen, basada en Estambul. Ha aparecido en los medios de comunicación turcos hablando sobre sus experiencias propias como persona transgénero viviendo en Turquía. A menudo aparece en obras de teatro y medios de comunicación como drag queen.[cita requerida]
Empezó su carrera de actriz en el teatro cuándo se unió al teatro Adana Kardes Oyuncular en 1994. Fue aprendiz de la actriz Dilruba Saatci.[cita requerida]
Fue parte del programa Akasya Durağı. Ganó dos premios, uno por su película Vi el sol (Güneşi Gördüm), en la categoría de mejor actuación, en los Premios de Películas Internacionales de Singapur 23º en el 2010 y el premio de selección del jurado por su película Otros Ángeles (Teslimiyet) en el Festival de Cine Internacional Ankara 22ª.  Fue una de las 100 mujeres nombradas por la BBC en el 2016.